# Madeleine Fischer
Pour les articles homonymes, voir Fischer.
Madeleine Fischer, née le 12 novembre 1935 à Romanshorn et morte le 8 avril 2020 à Gubbio, est une actrice suisse de cinéma, active dans le cinéma italien, ainsi qu'une femme d'affaires active dans la mode.

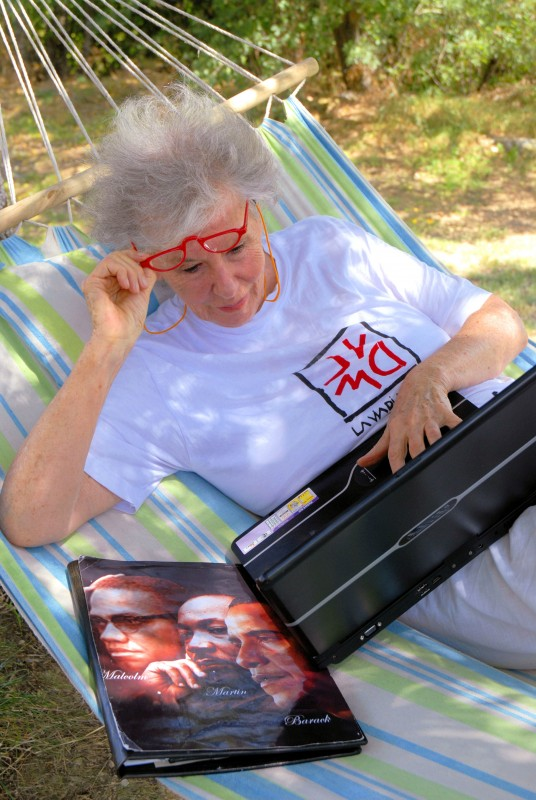
Madeleine Fischer en 2013.

## Biographie
Madeleine Fischer est la fille d'un industriel suisse et d'une enseignante d'allemand et d'italien. Elle passe son enfance dans son lieu de naissance Romanshorn, dans le canton de Thurgovie. Tandis que son père tente de la familiariser avec le monde des affaires, sa mère italienne veut l'initier à l'art et à la littérature. Après le divorce de ses parents au début des années 1950, elle décide de suivre sa mère à Rome. Pendant un moment, elle défile pour des maisons de mode . 
Elle passe devant la caméra pour la première fois en 1953, alors qu'elle n'a encore que 18 ans. Elle perce en 1955 avec le rôle de la suicidaire Rosetta Savoni dans le film de Michelangelo Antonioni Femmes entre elles (Le amiche) :

« Antonioni cherchait une fille très triste et mon air distant et distrait lui semblait convenir. À l'époque, si un réalisateur vous donnait un rôle, vous deviez lui donner quelque chose en retour. Michelangelo, en revanche, s'est révélé être un grand seigneur. C'est pour cette raison que je me souviens de lui, même après tant d'années, avec une véritable affection. »

Elle tient ensuite le rôle principal dans d'autres productions italiennes sans grand intérêt artistique .
Dès 1958, elle quitte la scène et épouse un noble local. Ses activités vont de la photographie aux affaires. Dans les années 1960, elle ouvre des magasins de mode comme Piper Market et Piperino. Elle étend ses activités commerciales et vit temporairement à Milan et à New York et fait même avec son nouveau mari un tour du monde à la voile. 
Dans les années 1970, Madeleine Fischer se retire de la mode et s'installe en Ombrie, s'impliquant dans divers domaines artistiques comme la restauration d'un complexe monastique et la restauration d'objets anciens. Au début des années 2000 elle revient à ses débuts artistiques et écrit plusieurs manuscrits non publiés. En 2004 elle réalise un film, non présenté au public, appelé Uròboro, une version postmoderne du petit chaperon rouge sous la forme d'un opéra-comique.
Elle continue son activité en Ombrie jusqu'à sa mort survenue à Gubbio le 8 avril 2020.

## Filmographie

### Actrice
- 1953 : Nous les femmes (Siamo donne), film à sketchs, segment 4 attrici, 1 speranza (Quatre actrices, un espoir) d'Alfredo Guarini : Madeleine
- 1955 : Le Célibataire (Lo scapolo) d'Antonio Pietrangeli : Carla Alberini
- 1955 : I pappagalli (it) de Bruno Paolinelli : Liliana, la femme d'Alberto
- 1955 : Femmes entre elles (Le amiche) de Michelangelo Antonioni : Rosetta Savoni
- 1956 : La gran mentira de Rafael Gil : Teresa Camps
- 1957 : Classe di ferro (it) de Turi Vasile : Isabella Martelli
- 1957 : Lazzarella de Carlo Ludovico Bragaglia : Brigitte
- 1958 : Le danger vient de l'espace (La morte viene dallo spazio) de Paolo Heusch : Katy Dandridge
- 1958 : L'ultima canzone (it) de Pino Mercanti
- 1958 : Te doy mi vida de Pino Mercanti

### Réalisatrice
- 2004 : Uròboro